# Serratula scordium
Serratula scordium là một loài thực vật có hoa trong họ Cúc. Loài này được Lour. miêu tả khoa học đầu tiên.